# Bouzigues
Bouzigues – miejscowość i gmina we Francji, w regionie Oksytania, w departamencie Hérault.
Według danych na rok 1990 gminę zamieszkiwało 907 osób, a gęstość zaludnienia wynosiła 297 osób/km² (wśród 1545 gmin Langwedocji-Roussillon Bouzigues plasuje się na 370. miejscu pod względem liczby ludności, natomiast pod względem powierzchni na miejscu 1087.).